# 71445 Marc
71445 Marc è un asteroide della fascia principale. Scoperto nel 2000, presenta un'orbita caratterizzata da un semiasse maggiore pari a 2,5726181 UA e da un'eccentricità di 0,1564867, inclinata di 6,27260° rispetto all'eclittica.
L'asteroide è dedicato a Marc Y. Wasserman, figlio dello scopritore.